# Quinten Hermans
Quinten Hermans, född 29 juli 1995, är en belgisk professionell landsvägscyklist.

## Karriär
Harmans har cyklat professionellt sedan 2013. Bland hans meriter kan seger i Flèche du Sud år 2019 nämnas. 2024 tog han en etappseger i Baskien runt.